# Pekari
Pekari su svinjama slični sisari srednje veličine iz porodice Tayassuidae (svinje Novog sveta). Žive u jugozapadnom području Severne Amerike i širom srednje i Južne Amerike. Pekari su obično dugi između 90 i 130 cm, i potpuno odrasle jedinke obično teže oko 20 do 40 kg.
Pekari, potiču iz Amerika, o često se mešaju sa porodicom svinja koja potiče iz Afroevroazije, pošto su neke domaće svinje koje su doneli evropski naseljenici pobegle tokom godina i njihovi potomci su sad divlje svinje u mnogim delovom SAD.
Krda pekara je održavao drveni narod Maja. Te životinje su korištene u ritualima i kao hrana. U mnogim zemljama, a posebno u zemljama u razvoju, oni se drže kao kućni ljubimci, a uzgajaju se i na farmama kao izvor hrane.

## Etimologija
Reč peccary je izvedena iz karibske reči pakira ili paquira. U portugalskim, pekari se nazivaju pecari, porco-do-mato, queixada, ili tajaçu, između ostalih imena; u španskom, javelina, jabalí (reč koja se isto tako koristi za opisivanje divlje svinje), sajino, ili pecarí; u Francuskoj Gvajani i Surinamu, pakira.

## Opis
Pekari su životinje srednje veličine, s velikom sličnosti sa svinjama. Kao i svinje, imaju nos koji završava u hrskavičnom disku, te, u odnosu na glavu, male oči. Rep sadrži šest do devet pršljena. Takođe, kao i svinje, koriste samo dva srednja prsta za hodanje, a za razliku od svinja, drugi prsti mogu biti potpuno odsutni. Želudac im je dosta složeniji nego u svinja.
Svežderi su, i jedu male životinje, iako više preferiraju korenje, travu, semenke i voće. Od svinja se mogu razlikovati po obliku očnjaka i kljova.
Trljanjem kljova mogu napraviti zvekećuću buku, koja upozorava grabežljivce da im se ne približavaju. Prirodni neprijatelji su im jaguar i puma. Po naravi su dovoljno agresivni da ne mogu biti pripitomljeni, jer bi najverojatnije ozledili ljude. U poslednjih nekoliko godina pojavili su se izveštaji u severozapadnoj Boliviji, u blizini Nacionalnog parka Madidi su neki ljudi ozbiljno ozleđeni i ubijeni od strane velike grupe pekara.
Društvene su životinje i često su u stadima. U jednom stadu belousnog pekara zabeleženo je preko 100 jedinki, ali ogrličasti i Čako pekari obično se nalaze u manjim grupama.
Imaju mirisne žlezde ispod svakog oka i druge na leđima. Koriste ih da označe teritorije stada. Oni se takođe pomoću mirisnih žlezda trljanjem jednih od druge prepoznaju se unutar grupe. Opor miris pekarima omogućuje da prepoznaju ostale članove stada, uprkos kratkovidnosti.

## Evolucija
Pekari se prvi put pojavljuju u fosilnim zapisima iz razdoblja kasnog eocena i ranog oligocena (pre oko 35 miliona godina) u Evropi. Fosili Perchoerusasu kasnije pronađeni na svim kontinentima osim Australije i Antarktike. Postali su izumrli u Starom svetu negdje oko miocena.
Poreklo im nije utvrđeno, ali najverojatnije su se razvili iz primitivnih životinja iz izumrle porodice Cebochoeridae. U oligocenu je postojala životinja Perchoerus, koja je već posedovala neke karakteristike današnjih pekara. U miocenu i pliocenu postojali su pekari koji su lutali ravnicama, npr. Cynorca, Hesperhys, Prosthennops i Macrogenis. U pleistocenu se pojavljuju različiti pekari, u rasponu od dugonosog Mylohyusa i velikog Platygonus.

## Koristi
Za komercijalni iskorištavanje jako je poznata koža pekara. Smatra se izuzetno izdržljivom i toplom. Koristi se za proizvodnju visoko kvalitetnih kožnih rukavica. Meso pekara ljudi smatraju posebno ukusnim, i tradicionalno ga jedu amazonski Indijanci i doseljenici.

## Taksonomija

### Vrste
Ogrličasti pekari (Dicotyles tajacu) ili „mošusna svinja”, što se odnosi na mirisne žlezde životinje, javlja se od jugozapadnih Sjedinjenih Država do Južne Amerike i ostrva Trinidad. Dlaka se sastoji od žilave crne, sive i smeđe dlake sa svetlijom „kragnom“ koja kruži oko ramena. Rađaju mlade tokom cele godine, ali najčešće između novembra i marta, sa prosečnom veličinom legla od dva do tri potomka. One se nalaze se na mnogim staništima, od sušnih šikara do vlažnih tropskih kišnih šuma. Ogrličasti pekari su dobro prilagođeni staništu koje ometaju uznemiravaju ljudi, samo im je potrebno dovoljno vekiko pokriće. Mogu se naći u gradovima i poljoprivrednim površinama širom njihovog raspona. Značajne populacije postoje u predgrađima Feniksa i Tusona u Arizoni, gde se hrane ukrasnim biljkama i drugom kultivisanom vegetacijom. Takođe postoje urbane populacije sve do Sedone, Arizona, gde je poznato da ispunjavaju nišu sličnu rakunima i drugim urbanim čistačima. U Arizoni ih često nazivaju španskim imenom „havelinas”. Ogrličasti pekari se uglavnom nalaze u grupama od 8 do 15 životinja različite starosti. Oni se brane ako se osećaju ugroženo, ali inače imaju tendenciju da ignorišu ljude.
Druga vrsta, belousni pekari (Tayassu pecari), uglavnom se nalazi u kišnim šumama Centralne i Južne Amerike, ali su takođe poznati i iz širokog spektra drugih staništa kao što su suve šume, travnjaci, mangrovi, seradu i suva kserofitska područja. Dve glavne pretnje njihovom opstanku su krčenje šuma i lov.
Četvrtu još nepotvrđenu vrstu, džinovski pekar (Dicotyles maximus), opisao je iz brazilskog Amazona i severne Bolivije holandski biolog Mark van Ruzmalen. Iako je relativno nedavno otkrivena, lokalnom narodu Tupi poznata je kao kejtetu mand, što znači „veliki pekar koji živi u paru“. Smatra se da je to najveći postojeći pekar, a može narasti do 1,2 m (4 ft) u dužinu. Dlaka mu je potpuno tamno siva, bez ikakvih ogrlica. Za razliku od drugih pekara, živi u paru ili sa jednim ili dva potomka. Međutim, naučni dokazi za njegovo razmatranje kao vrste odvojene od ogrličastih pekara kasnije su dovedeni u pitanje, što je dovelo do toga da ga IUCN tretira kao sinonimnu grupu.
Tokom kasnog pleistocena, dva izumrla pekara, Mylohyus i Platygonus, bila su rasprostranjena širom Severne Amerike (i u slučaju Platygonus, u Južnoj Americi), ali su izumrla na kraju pleistocena pre oko 12.000 godina nakon dolaska ljudi.